# Gillulyite
La gillulyite è un minerale.